# Anthopleura qingdaoensis
Anthopleura qingdaoensis is een zeeanemonensoort uit de familie Actiniidae.
Anthopleura qingdaoensis is voor het eerst wetenschappelijk beschreven door Pei in 1994.